# Assassinato de Suzanne Marie Collins
Suzanne Marie Collins era membra da Marinha dos Estados Unidos da América como Aspençada, que foi torturada, estuprada e assassinada em 1985. Na época de seu assassinato ela estava estacionada no centro Naval de Suporte do Centro-Sul em Millington, Tennessee. Collins era uma estudante sob treinamento na base da marinha e iria se graduar na força Aeronaval no dia de seu assassinato. Ela foi enterrada no Cemitério Nacional de Arlington . Suzanne Collins era filha de Jack e Trudy Collins. Ela se formou no Ensino Médio de John R. Lewis High School, em Springfield, Virginia.

## Sequestro e assassinato
Na tarde de 11 de julho de 1985, Suzanne Marie Collins foi sequestrada dentro da base da marinha enquanto estava praticando jogging, e foi levada para perto do Parque de Edmund Orgill. Ali, o sequestrador surrou Collins, fraturando o seu crânio, antes de repetidamente introduzir um galho de árvore em sua vagina com força suficiente para penetrar o seu abdome e perfurar um de seus pulmões. A autópsia revelou que Collins morreu pelas lesões contundentes na cabeça e de hemorragia interna causada pelo galho de árvore. O assassino abandonou o corpo e deixou a cena do crime.
Dois fuzileiros que praticavam jogging ali perto escutaram os gritos e correram em sua direção. Ao chegar no local, eles viram um carro saindo da cena do crime. Eles se reportaram a segurança da base e foram acompanhados de outros oficiais em uma ronda pela base militar, procurando pelo carro. Sem sucesso, eles retornaram as suas bases, mas novamente os fuzileiros foram chamados de volta pela segurança. Ali, eles identificaram o carro de um homem chamado Alley, que foi parado pelos oficiais. Alley e sua esposa deram o seu depoimento para os seguranças da base e informaram o que estavam fazendo e onde estavam. O segurança ficou satisfeito com a história de Alley e ele e sua esposa voltaram para os seus alojamentos na base. Os dois fuzileiros que eram testemunhas oculares retornaram aos oficiais de segurança pouco depois de Alley e sua esposa terem partido. Os fuzileiros, depois, questionaram a versão do casal sobre os eventos, frisando que o barulho do carro de Alley era igual ao do escapamento que eles ouviram antes e durante o sequestro de Collin. O segurança alegou que como ainda não havia registro de pessoa desaparecida, nada mais poderia ser feito, de modo que os fuzileiros foram dispensados e mandados de volta para os seus alojamentos.
O corpo de Collin foi encontrado na manhã seguinte pelo xerife local, depois que um colega de quarto dela ter reportado o seu sumiço. Roupas, incluindo uma cueca vermelha foram encontrados no local. Quando a noticia se espalhou pelo quartel, Alley foi preso imediatamente pela polícia militar. Ele admitiu a policia que matou Collin, mas forneceu falso testemunho quanto as circunstancias da morte. Ele alegou que a sua esposa Lynne foi a um chá de panela, o que o deixou irritado e o fez beber dois engradados de cerveja e uma garrafa de vinho. Ele disse as autoridades que foi buscar mais bebida e que acidentalmente atropelou Collin com o seu carro enquanto ela corria perto da base. Ele também disse que a matou acidentalmente quando ela caiu em cima de uma chave de fenda que ele estava segurando enquanto tentava ajuda-la. No entanto, a autópsia revelou que o seu crânio foi fraturado devido a inúmeras pancadas e que não haviam ferimentos feitos com chaves de fenda, bem como que nenhum dos ferimentos era compatíveis com atropelamento.

## Julgamento e execução de Alley
Apesar de ter tentado convencer o júri de que ele possuia transtorno dissociativo de identidade, Alley foi condenado em 18 de março de 1987 por assassinato em primeiro grau e condenado a morte. Ele também foi condenado pela agravante de sequestro e estupro, recebendo uma pena consecutiva de 45 anos. Sua morte por eletrocussão estava agendada para 2 de maio de 1990, mas a pena foi prorrogada indefinidamente pelo Tribunal Estadual de Apelação Criminal.
Um juiz do condado de Shelby negou o pedido inicial de Alley para testes de DNA financiados pelo estado, de 11 amostras de evidências físicas, sob justificativa de que ele não havia mostrado "probabilidade razoável" de que não teria sido processado ou condenado se os testes estivessem a seu favor.
Depois de inúmeros recursos, Alley foi executado por injeção letal  no presidio de segurança máxima de Riverbend , em Nashville, no Tennessee, na manhã de 28 de junho de 2006 e foi dado como morto as 2:12 da manhã. A duração do recurso de apelação de Alley fez com que a família de Collins trabalhasse com sucesso para limitar os recursos de habeas corpus que fossem protelatórios. A quantidade de tempo entre o assassinato e a execução de Alley foi de 20 anos, 11 meses, 14 dias, maior do que o tempo de vida de Suzanne Collins, que viveu por apenas 19 anos, 1 mês, 4 dias.
Em 30 de abril de 2019, a filha de Alley peticionou à Corte Criminal do condado de Shelby pelo exame de DNA que foi negado antes da execução, o que foi negado pelo juiz em 18 de novembro de 2019.
Em 2021, o "Projeto Inocência" aliado com o Advogado conservador e antigo procurador geral no governo de George W. Bush, Paul Clement, recorreram à Corte Criminal de Apelações do Tennessee em nome de  Sedley Alley. De acordo com o Projeto Inocência, haviam poucas provas materiais e oculares que demonstrassem evidências da culpa de Alley. As marcas de pneu encontradas na cena do crime não eram compatíveis com o carro de Alley e que as marcas de pegadas não eram compatíveis com os seus sapatos. As descrições das testemunhas oculares principais do caso também não eram compatíveis com a descrição de Alley (a testemunha descreveu um homem negro de pouco mais de um metro e sessenta com cabelo curto e castanho, enquanto Alley tinha mais de um metro de noventa, cabelo de comprimento médio e ruivo, além de ser branco). Ele contou aos seus advogados que ele foi coagido a cometer um crime que não cometeu. Somado a tais fatos, foi descoberto que um dos estudantes da mesma classe de Collin (Bruce Thomas) era na verdade um serial killer, 20 anos depois, e que a descrição do namorado de Collin, John Borrup, não só era compatível com as das testemunhas como também desconhecia o fato de que ela estaria o traindo.
 Em 07 de maio de 2021, A Corte Recursal do Tennessee indeferiu o requerimento.

## A luta de Jack e Trudy Collins
Depois do assassinato, o pai e mãe de Collin lidaram com o seu luto se juntando a um grupo de apoio as famílias de pessoas vítimas de homicídio no condado de Fairfax, liderado por Carroll Ellis e Sandra Witt. Devido ao seu envolvimento neste grupo, os Collins ficaram mais envolvidos em assistir às audiências e processos criminais dos assassinos de seus entes queridos. Com os apelos de Alley se estendendo por anos, os Colins ficaram revoltados com a demora dos julgamentos de habeas corpus e com a contínua demora na prolatação da sentença de Alley. Ambos os Collins se envolveram em ativismos sobre a reforma da legislação.
Em março de 1991, Jack Collins se dirigiu a Câmara de Casos Criminais de Washington, D.C., convocado pelo então procurador geral Richard Thornburgh. A declaração de Jack foi sobre a falta de rapidez nas condenações criminais e pressão por reforma legislativa. No início dos anos 90, ambos os Collins se tornaram Cidadãos Diretores Regionais do Leste pela Lei e Ordem, com sede em Oakland, California. Jack Collins aproveitou as oportunidades apresentadas ao casal e trabalhou com o Diretor Executivo Lee Chancellor, membro da Fundação de Mudanças Legais para criar panfletos informativos sobre os abusos de habeas corpus na história dos processos judiciais. Em 7 de maio de 1991, Jack Collins falou perante o Congresso pela reforma do instituto de Habeas Corpus e pela quantidade de recursos que Alley estava interpondo. Trudy Collins estava presente em apoio ao seu marido.
Os Collins também criaram uma bolsa de estudos chamada Suzanne Marie Collins, concedida pela primeira vez em 1996.

## Vida e educação
Collins frequentou o ensino médio da Robert E. Lee High School em Fairfax, na Virginia.